# Augustinerordenen
Augustinerordenen opstod i slutningen af 1000-tallet som fællesskaber der blandt andet skulle stamme fra en allerede da almindelig tradition, der menes blandt andet at stamme fra Skt. Augustins bispegård i Hippo, Algeriet.
Den er baseret på Skt. Augustins Regel, som er udledt af dele af Augustins skrifter, stadfæstet af paven i 1095; Ordenen blev grundlagt 1150 som klosterorden. Ordensreglen foreskriver fælles ejendom, bolig og arbejde, og blev også efterlevet af domkirkernes kannikker, der dannede kapitelklostre, der forenede præstestillingen med et munkeliv; De kaldtes også Augustiner-korherrerne. I modsætning til munke aflagde augustinerkanniker ikke løfte om stedfasthed.
Der var også nonneklostre under ordenen, og nonnerne kaldtes korfruer af St. Augustins Orden. I Danmark havde ordenen sin blomstringsperiode i 1100-tallet. 
Klosterlivet bestod for en stor del af teologiske studier og videnskabeligt arbejde.
Der var mange dygtige teologer at finde blandt augustinerkannikerne, som spillede en vigtig rolle i udformningen af den analytiske og organiserede teologi, skolastikken.
Ordenen kom til Danmark med ærkebiskop Asser og der har været følgende augustinerklostre her i landet:
- Eskilsø Kloster på Eskilsø i Roskilde Fjord – det blev nedlagt og overført til Æbelholt Kloster ved Hillerød
- Æbelholt Kloster, Nordsjælland
- Vestervig Kloster Thy
- Asmild Nonnekloster, Viborg
- Grinderslev Kloster, Salling
- Tvilum Kloster lå ved Gudenåen nær Fårvang mellem Randers og Silkeborg
- Mariaklostret i Viborg
- Nonneklostret i Viborg

Andre ordener, følger også Augustins regel, f.eks. præmonstratensere og dominikanere.